# Northway Village
Northway Village és una concentració de població designada pel cens dels Estats Units a l'estat d'Alaska. Segons el cens del 2000 tenia 107 habitants.

## Demografia
Segons el cens del 2000, Northway Village tenia 107 habitants, 32 habitatges, i 20 famílies La densitat de població era de 15,6 habitants/km².
Dels 32 habitatges en un 50% hi vivien nens de menys de 18 anys, en un 31,3% hi vivien parelles casades, en un 25% dones solteres, i en un 34,4% no eren unitats familiars. En el 31,3% dels habitatges hi vivien persones soles el 12,5% de les quals corresponia a persones de 65 anys o més que vivien soles. El nombre mitjà de persones vivint en cada habitatge era de 3,34 i el nombre mitjà de persones que vivien en cada família era de 4,19.
Per edats la població es repartia de la següent manera: un 32,7% tenia menys de 18 anys, un 14% entre 18 i 24, un 21,5% entre 25 i 44, un 24,3% de 45 a 60 i un 7,5% 65 anys o més.
L'edat mediana era de 27 anys. Per cada 100 dones hi havia 91,1 homes. Per cada 100 dones de 18 o més anys hi havia 118,2 homes.
La renda mediana per habitatge era de 24.688 $ i la renda mediana per família de 26.875 $. Els homes tenien una renda mediana de 27.188 $ mentre que les dones 22.500 $. La renda per capita de la població era de 10.300 $. Aproximadament el 9,1% de les famílies i el 25% de la població estaven per davall del llindar de pobresa.

## Poblacions més properes
El següent diagrama mostra les poblacions més properes.